# Saburo Sato
Saburo Sato (en japonés: 佐藤 三郎, Sato Saburo; 18 de diciembre de 1960) es un deportista japonés que compitió en vela en la clase Flying Dutchman. Ganó una medalla de bronce en el Campeonato Europeo de Flying Dutchman de 1986.

## Palmarés internacional
| Campeonato Europeo | Campeonato Europeo  | Campeonato Europeo | Campeonato Europeo |
| Año                | Lugar               | Medalla            | Clase              |
| ------------------ | ------------------- | ------------------ | ------------------ |
| 1986               | Rijeka (Yugoslavia) | Medalla de bronce  | Flying Dutchman    |

1. ↑  En algunas ediciones del Campeonato Europeo se permitió la participación de regatistas de otros continentes.